# 139-й гвардейский истребительный авиационный полк
139-й гвардейский истребительный авиационный Смоленский Краснознамённый ордена Кутузова полк (139-й гв. иап) — воинская часть Военно-Воздушных сил (ВВС) Вооружённых Сил РККА, принимавшая участие в боевых действиях Великой Отечественной войны.

## Наименования полка
- 20-й истребительный авиационный полк;
- 20-й Смоленский истребительный авиационный полк;
- 139-й гвардейский истребительный авиационный Смоленский полк;
- 139-й гвардейский истребительный авиационный Смоленский Краснознамённый полк;
- 139-й гвардейский истребительный авиационный Смоленский Краснознамённый ордена Кутузова полк;
- 139-й гвардейский истребительный авиационный Смоленский Краснознамённый ордена Кутузова полк ПВО;
- Войсковая часть (Полевая почта) 29673.

## Создание полка

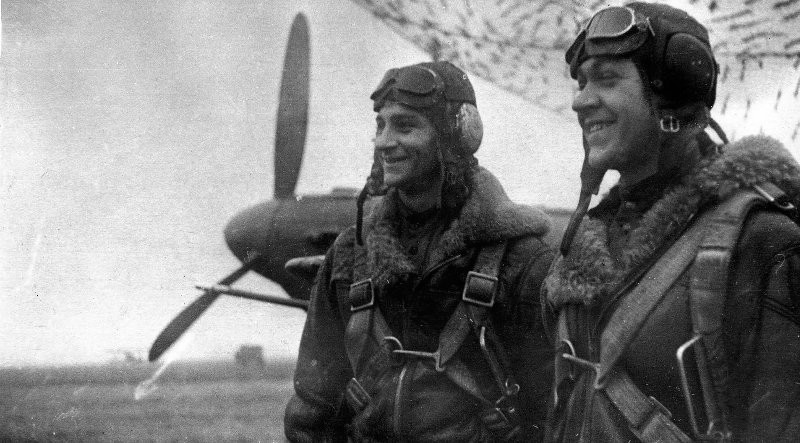
Летчики 139 гв. иап братья Иван (слева) и Николай Кутняковы в Германии, 1945 г.

139-й гвардейский истребительный авиационный Смоленский полк образован 14 апреля 1944 года путём преобразования из 20-го истребительного авиационного полка в гвардейский за образцовое выполнение боевых задач и проявленные при этом мужество и героизм на основании Приказа НКО СССР.

## Расформирование полка
139-й гвардейскийистребительный авиационный  Смоленский Краснознамённый ордена Кутузова полк в период со 2 по 18 октября 1964 года расформирован в составе 15-го корпуса ПВО.

## В действующей армии
В составе действующей армии:
- с 14 апреля 1944 по 9 мая 1945 года

## Командиры полка
- майор, подполковник Стариков Алексей Георгиевич (погиб)[3], 03.1940 — 27.01.1942
- капитан, майор Гейбо Иосиф Иванович[3], 20.02.1942 — 08.1942
- майор Кукин Иван Андреевич[3], 01.01.1943 — 04.05.1943
- майор Петровец Александр Кузьмич[3], 10.05.1943 — 10.09.1945

## В составе соединений и объединений
| Период        | Фронт (округ)                | армия                                   | корпус                                     | дивизия                                              | примечание                                                                    |
| ------------- | ---------------------------- | --------------------------------------- | ------------------------------------------ | ---------------------------------------------------- | ----------------------------------------------------------------------------- |
| 18.02.1943 г. | Западный фронт               | 1-я воздушная армия                     |                                            | 303-я истребительная авиационная дивизия             | Як-7Б                                                                         |
| 24.04.1944 г. | 3-й Белорусский фронт        | 1-я воздушная армия                     |                                            | 303-я истребительная авиационная дивизия             | Як-7Б, Як-1, Як-9                                                             |
| 12.07.1944 г. | 3-й Белорусский фронт        | 1-я воздушная армия                     |                                            | 303-я истребительная авиационная дивизия             | Лётный состав находился в г. Химки Московской области, авиазавод № 301, Як-9У |
| 04.10.1944 г. | 3-й Белорусский фронт        | 1-я воздушная армия                     |                                            | 303-я истребительная авиационная дивизия             | Як-9У                                                                         |
| 09.05.1945 г. | 3-й Белорусский фронт        | 1-я воздушная армия                     |                                            | 303-я истребительная авиационная дивизия             | Як-9У                                                                         |
| 10.06.1945 г. | Белорусский военный округ    | 1-я воздушная армия                     |                                            | 303-я истребительная авиационная дивизия             | Як-9У                                                                         |
| 15.08.1948 г. | Московский округ ПВО         | 19-я воздушная истребительная армия ПВО |                                            | 106-я истребительная авиационная дивизия ПВО         | Як-9У                                                                         |
| 17.02.1950 г. | Московский округ ПВО         | 64-я воздушная истребительная армия ПВО | 88-й истребительный авиационный корпус ПВО | 133-я истребительная авиационная дивизия ПВО         | МиГ-15                                                                        |
| 07.1950 г.    | Московский округ ПВО         | 64-я воздушная истребительная армия ПВО | 88-й истребительный авиационный корпус ПВО | 151-я гвардейская истребительная авиационная дивизия | МиГ-15                                                                        |
| 22.07.1950 г. | Объединённая воздушная армия |                                         | 64-й истребительный авиационный корпус     | 151-я гвардейская истребительная авиационная дивизия | МиГ-15                                                                        |
| 01.10.1950 г. | Объединённая воздушная армия |                                         | 64-й истребительный авиационный корпус     | 28-я истребительная авиационная дивизия              | МиГ-15                                                                        |
| 01.12.1950 г. | Объединённая воздушная армия |                                         | 64-й истребительный авиационный корпус     | 28-я истребительная авиационная дивизия              | передислоцировался в глубину Китая, МиГ-15                                    |
| 21.10.1952 г. | ПВО                          | Бакинская армия ПВО                     |                                            | 28-я истребительная авиационная дивизия              | аэродром Сангачалы (Баку),МиГ-15                                              |
| 1953 г.       | ПВО                          | Бакинская армия ПВО                     |                                            | 28-я истребительная авиационная дивизия              | МиГ-17                                                                        |
| 01.06.1962 г. | ПВО                          | Бакинский округ ПВО                     | 15-й корпус ПВО                            |                                                      | МиГ-17                                                                        |
| 02.10.1964 г. | ПВО                          | Бакинский округ ПВО                     | 15-й корпус ПВО                            |                                                      | расформирован, МиГ-17                                                         |

## Участие в сражениях и битвах
- Белорусская стратегическая наступательная операция (Операция «Багратион»)
  - Витебско-Оршанская наступательная операция — с 23 июня 1944 года 28 июня 1944 года
  - Минская наступательная операция — с 29 июня 1944 года по 4 июля 1944 года
  - Вильнюсская фронтовая наступательная операция — с 5 июля 1944 года по 20 июля 1944 года
  - Каунасская наступательная операция — с 28 июля 1944 года 28 августа 1944 года
- Гумбиннен-Гольдапская наступательная операция — с 16 октября 1944 года по 30 октября 1944 года
- Восточно-Прусская стратегическая наступательная операция — с 13 января 1945 года по 25 апреля 1945 года
  - Инстербургско-Кёнигсбергская наступательная операция — с 14 января 1945 года по 26 января 1945 года
  - Растенбургско-Хейльсбергская наступательная операция — с 27 января 1945 года по 12 марта 1945 года
  - Браунсбергская наступательная операция — с 13 марта 1945 года по 22 марта 1945 года
  - Кёнигсбергская операция — с 6 апреля 1945 года по 9 апреля 1945 года
  - Земландская наступательная операция — с 13 апреля 1945 года по 25 апреля 1945 года

## Почётные наименования
20-му истребительному авиационному полку 5 мая 1943 года за показанные образцы мужества и геройства в борьбе против фашистских захватчиков и в целях дальнейшего закрепления памяти о героических подвигах сталинских соколов приказом ВГК присвоено почётное наименование «Смоленский».

## Награды
- 139-й гвардейский Смоленский истребительный авиационный полк 10 июля 1944 года за образцовое выполнение заданий командования в боях с немецкими захватчиками при форсировании реки Березина, за овладение городом Борисов и проявленные при этом доблесть и мужество Указом Президиума Верховного Совета СССР[5] награждён орденом Красного Знамени.
- 139-й гвардейский Смоленский Краснознамённый истребительный авиационный полк 19 февраля 1945 года за образцовое выполнение боевых заданий командования в боях с немецкими захватчиками при овладении городами Тапиау, Алленбург, Ноденбург, Летцен и проявленные при этом доблесть и мужество Указом Президиума Верховного Совета СССР[6] награждён орденом Кутузова III степени.

## Благодарности Верховного Главнокомандования

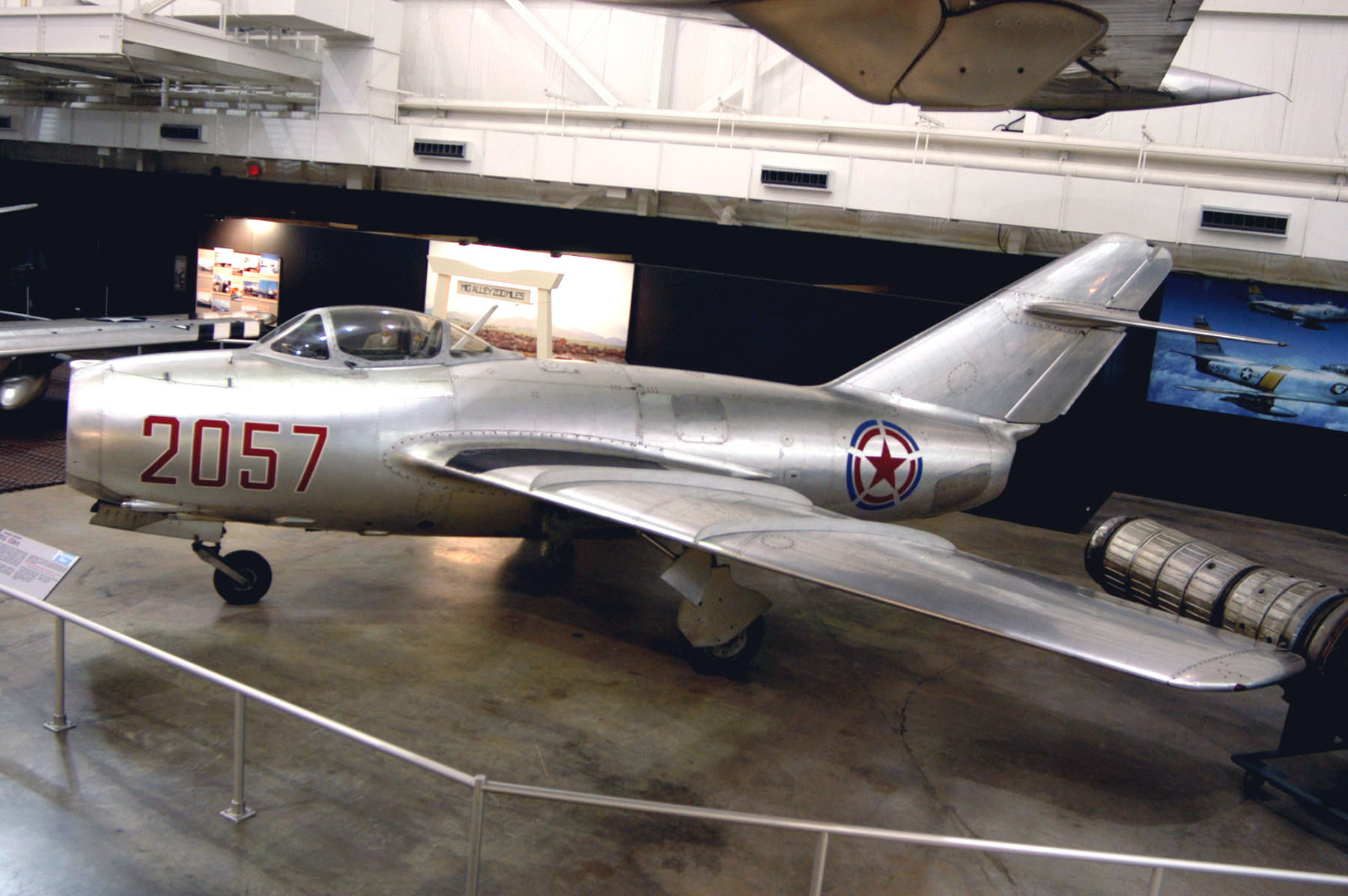
МиГ-15бис в американском музее. Самолёт имеет опознавательные знаки ВВС Северной Кореи.

Верховным Главнокомандующим объявлены благодарности:
- за овладение городом Смоленск[7]
- за освобождение города Витебск[8]
- за освобождение города Орша[9]
- за освобождение города Минск[10]
- за форсирование реки Неман[11]
- за вторжение в пределы Восточной Пруссии[12]
- за овладение укреплёнными городами Пилькаллен, Рагнит и сильными опорными пунктами обороны немцев Шилленен, Лазденен, Куссен, Науйенингкен, Ленгветен, Краупишкен, Бракупенен[13]
- за овладение городами Тильзит, Гросс-Скайсгиррен, Ауловенен, Жиллен и Каукемен[14]
- за овладение городом Инстербург[15]
- за овладение городами Тапиау, Алленбург, Норденбург и Летцен[16]
- за овладение городами Ландсберг и Бартенштайн[17]
- за овладение городами Вормдитт и Мельзак[18]
- за овладение городом Хайлигенбайль[19]
- за разгром группы немецких войск юго-западнее Кенигсберга[20]
- за овладение городом и крепостью Кенигсберг[21]
- за овладение городом и крепостью Пиллау[22]

## Отличившиеся воины полка
- Гейбо Иосиф Иванович, командир полка, удостоен звания Герой Советского Союза будучи командиром 6-й гвардейской авиационной дивизии.

## Статистика боевых действий

### За годы Великой Отечественной войны
Всего за годы Великой Отечественной войны полком:
| Выполнено боевых вылетов | Сбито самолётов в воздухе | Уничтожено самолётов всего |
| ------------------------ | ------------------------- | -------------------------- |
| 10688                    | 224                       | 249                        |

Свои потери:
| Потеряно самолётов, всего | Погибло лётчиков всего | Погибло лётчиков в воздушных боях | Не вернулись с боевого задания | Погибло при налётах и прочие небоевые потери | Погибло в авиакатастрофах и умерло от ран |
| ------------------------- | ---------------------- | --------------------------------- | ------------------------------ | -------------------------------------------- | ----------------------------------------- |
| 150                       | 69                     | 11                                | 52                             | -                                            | 6                                         |

### За годы Войны в Корее
За Войну в Корее полком
| Выполнено боевых вылетов, всего | Проведено воздушных боев, всего | Сбито самолётов ООН | из них бомбардировщиков | из них истребителей и штурмовиков |
| ------------------------------- | ------------------------------- | ------------------- | ----------------------- | --------------------------------- |
| 138                             | 8                               | 14                  | 5                       | 9                                 |

Свои потери:
| Потеряно самолётов, всего | Погибло лётчиков всего |
| ------------------------- | ---------------------- |
| 2                         | 2                      |

- Командир эскадрильи майора Г. И. Харьковский в одном бою сбил сразу 3 бомбардировщика B-29, всего на его счету  4 уничтоженных бомбардировщика B-29 - лучший результат среди лётчиков 64-го иак. Больше майора Харьковского никто из  советских лётчиков не имел столько побед над В-29 в истории этой войны.